# Chronologie de la France sous Henri IV et Louis XIII
Pour un article plus général, voir Chronologie de la France.

## Années 1600

### 1600
- 11 août : Début de la guerre franco-savoyarde
- 13 août : Prise de Bourg-en-Bresse
- 16 août : prise de la ville de Montmélian
- 21 août : prise des villes de Chambéry, d'Aix-les-Bains, Belley et Rumilly
- 24 août : Prise du château de Miolans et de la citadelle de Chambéry.
- 25-27 août : Siège du château de Conflans
- 29 août-11 septembre : Siège du château de Charbonnières
- 15 septembre : prise de Saint-Jean-de-Maurienne
- 25 septembre-1er octobre : Expéditions dans le Comté de Nice
- Mois de novembre : Expédition dans le marquisat de Saluces
- 16 novembre : reddition de la forteresse de Montmélian
- 17 décembre : Henri IV épouse Marie de Médicis
- Olivier de Serres crée l'industrie de la soie

### 1601
- 17 janvier 1601 : Traité de Lyon met fin à la guerre franco-savoyarde.
- 27 septembre : naissance de Louis XIII

### 1603
- 9 août : Traité d'Hampton Court avec l'Angleterre
- 3 septembre : Rappel des jésuites

### 1605
- 1er février : Le Parlement condamne pour crime de lèse-majesté le comte d'Auvergne et le comte d'Entragues, à la peine de mort, et la marquise de Verneuil à l'internement dans une abbaye.
- 2 février : Le Roi gracie les condamnés.
- Juin : Début de la construction du canal de Briare.

### 1606
- Prise de possession du Canada
- mars : expédition de Henri IV contre le duc de Bouillon qui s'est révolté

### 1607
- Rattachement au domaine royal du domaine personnel d'Henri IV : Béarn, comté d'Armagnac, Basse-Navarre, duché d'Albret, comté de Bigorre, comté de Foix, Périgord, Limousin, Rouergue, Vendômois, Beaumont, duché d'Alençon et Marle.

## Années 1610

### 1610
- 13 mai : Couronnement et sacre de Marie de Médicis
- 14 mai : Assassinat de Henri IV  par Ravaillac, à Paris, rue de la Ferronnerie, Louis XIII devient roi
- 16 mai : Proclamation de la régence de Marie de Médicis
- 17 octobre : Sacre de Louis XIII à la cathédrale de Reims

### 1615
- 25 novembre : Louis XIII épouse Anne d'Autriche à Bordeaux

Années 1620

### 1622
- Siège de la ville rebelle de Montpellier, qui capitule au terme d'un pilonnage intense de deux mois.

### 1625
- janvier : soulèvement protestant mené par les Rohan
- février : Benjamin de Rohan prend l'île d'Oléron

### 1626
- 5 février : Paix de la Rochelle avec les protestants

### 1627
- Début de la guerre contre les huguenots
- Création de l'administration des Menus-Plaisirs du roi
- 10 septembre : début du siège de La Rochelle.

### 1628
- 28 octobre : capitulation de La Rochelle.

### 1629
- Fin de la guerre contre les huguenots.

## Années 1630

### 1630
- Entre février et mars : Insurrection des Lanturlus en Bourgogne.
- Du 10 au 11 novembre : épisode de la Journée des Dupes, confirmation du cardinal de Richelieu à son poste de Ministre. Arrestation du garde des sceaux Michel de Marillac et de son frère Louis de Marillac.

### 1631
- 23 janvier : Traité de Bärwald entre la France (Charnacé) et la Suède. La France finance l’armée du roi de Suède à raison d’un million annuel de livres tournois pendant cinq ans.
- 30 janvier : Gaston d'Orléans, dit Monsieur, rompt avec Richelieu et quitte la cour.
- 30 janvier : Émeutes à Paris contre la taxe sur le vin conjuguée à celles nées de la hausse du prix du pain.
- Février : exil de Marie de Médicis à Compiègne à la suite des événements de la Journée des Dupes.
- 18 mars : Répression modérée de l'insurrection des Cascaveou à Aix-en-Provence par Condé.
- 31 mars : Traité d'alliance avec le duc de Savoie, Victor-Amédée Ier de Savoie.
- 31 mars-6 avril-30 mai ; Paix de Cherasco : Concession de Pignerol à la France et des duchés de Mantoue et de Montferrat à Charles III de Nevers qui succède aux Gonzague mantouans comme Charles Ier de Mantoue.
- Le Saint-Siège annexe le duché d’Urbino.
- 30 mai : Traité de Munich, regroupant les princes catholiques inquiets de la montée du pouvoir impérial, sous l’influence de la diplomatie française (Père Joseph).
- 14 juin : Les partisans de Monsieur sont jugés par une chambre de justice pour lèse-majesté.
- 4 juillet : 400 Piémontais viennent relever la garnison du château de Nice, presque anéantie.
- 19 juillet : Marie de Médicis part pour les Pays-Bas. Elle meurt en exil à Cologne en 1642.
- 16 août : Achille de Harlay de Sancy est nommé évêque de Saint-Malo. Il le restera jusqu'à sa démission en 1646.
- Septembre : Louis XIII promet de réunir les états tous les ans, les élus, remplacés par les commissaires royaux, répartiront les tailles.
- 1er septembre-10 octobre : Réunion du synode national des Églises réformées.
- Date non renseignée ou inconnue :
  - Le Prince de Condé devient gouverneur de Bourgogne.

### 1632
- 6 janvier : Traité de Vic avec la Lorraine lui imposant sa neutralité. Marsal est abandonnée au roi.
- 19 janvier : Gaston d'Orléans, après avoir épousé secrètement Marguerite de Lorraine à Nancy (3 janvier) arrive au Luxembourg.
- 8 avril : Louis XIII achète la Seigneurie de Versailles à Jean-François de Gondi, archevêque de Paris.
- 13 juin : De retour en France, Gaston d'Orléans appelle les Français à se révolter contre Richelieu. Mais la Bourgogne ne l’appuie pas et il gagne le Languedoc (Richelieu vient d’y substituer les États provinciaux des officiers, les élus, pour la levée des tailles). Les protestants du cru et le Parlement de Toulouse ne bougent pas.
- Juillet : Le gouverneur du Languedoc Henri II de Montmorency, partisan de Gaston d'Orléans, se révolte. Il est vaincu et fait prisonnier à Castelnaudary (1er septembre) par le maréchal Schomberg.
- 29 septembre : Le roi pardonne à Béziers à Monsieur et à ses serviteurs. Gaston d'Orléans se soumet, puis s’enfuit à Bruxelles (6 novembre).
- 30 octobre : Montmorency est condamné à mort à Toulouse par sentence du parlement de la ville. Les États du Languedoc retrouvent leurs attributions fiscales. Les élus sont supprimés.
- Dispersion de la communauté marrane de Rouen. Quelques-uns trouvent refuge en Angleterre.
- Claude Bouthillier devient surintendant des Finances (fin en 1643).

### 1634
- Enquête sur les usurpations de noblesse.
- 8 octobre : Gaston d’Orléans rentre à Paris et vient jurer au roi « d’aimer le cardinal autant qu’il l’avait haï ».
- Le parlement déclare non valable le second mariage de Gaston d’Orléans. Il condamne Charles IV de Lorraine pour félonie et rapt (de Gaston) et réunit le Barrois au royaume.
- Novembre : Mazarin est nommé nonce apostolique ordinaire à Paris.
- Le Père Joseph devient membre du Conseil du roi.
- Grotius devient ambassadeur de France en Suède.

### 1635
- Fondation de l'Académie française
- 28 avril : Traité de Compiègne avec le chancelier suédois Axel Oxenstierna
- 11 juillet : Traité de Saint-Germain avec Bernard de Saxe-Weimar

### 1636
- mai: soulèvement des paysans des environs d'Angoulême (Les Croquants). Extension en Périgord
- automne : fin du soulèvement en Saintonge après des allègements fiscaux

### 1637
- printemps: reprise du soulèvement des Croquants en Périgord
- été: les troupes royales vainquent les Croquants. Terrible répression

### 1638
- 10 février : Vœu de Louis XIII consacrant la France à Dieu sous la protection de la Vierge
- 15 mars : Traité de Hambourg avec la Suède contre l'Autriche
- 5 septembre : naissance, attendue depuis 22 ans, du dauphin Louis-Dieudonné (Louis XIV)

### 1639
- juillet: Soulèvement des paysans dans la région d'Avranches(Normandie): La révolte des va-nu-pieds
- aout: soulèvements urbains anti-fiscaux à Caen et Rouen (Normandie).
- novembre: l'armée royale reprend Caen et détruit l'armée des Nu-Pieds

## Années 1640

### 1640
- 2 janvier: le chancelier Séguier reprend Rouen rebellée.
- 31 mars 1640 : La création du louis  en or par Claude de Bullion, surintendant des finances.
- septembre : Prise de Turin et soumission du Piémont
- 21 septembre: naissance de Philippe de France, deuxième enfant de Louis XIII

### 1641
- janvier 1641: la Catalogne se soumet volontairement au gouvernement du roi de France et la Généralité proclame comte de Barcelone et souverain de Catalogne le roi Louis XIII, en tant que Louis I de Barcelone.
- 26 janvier 1641 : (Bataille de Montjuïc) une armée franco-catalane défend Barcelone avec succès contre l'armée de Philippe IV, qui se retire et ne reviendra que dix ans plus tard.

### 1642
- Complot contre Richelieu pour faire cesser la guerre franco-espagnole
- 4 décembre : mort de Richelieu
- 5 décembre : Mazarin entre au conseil du roi

### 1643
- 14 mai 1643 : mort de Louis XIII